# Opération Tommy John
En médecine sportive, une opération Tommy John,, souvent appelée opération de type Tommy John,, est une intervention chirurgicale permettant la reconstruction du ligament latéral interne du coude en le remplaçant par un tendon venant d'une autre partie du corps. Le tendon provient généralement de l’autre coude.
Elle est communément pratiquée sur des sportifs pratiquant le baseball ou le football américain.

## Origine

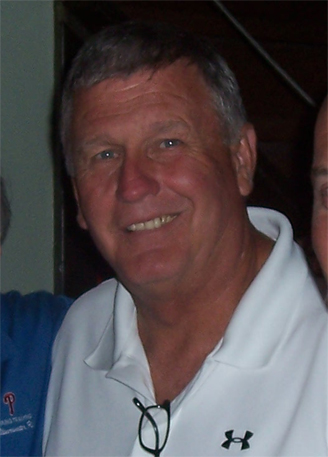
L'ancien lanceur Tommy John en 2008.

Ce type d'opération doit son nom au lanceur de baseball Tommy John, sur qui elle fut originellement pratiquée en 1974 par un chirurgien orthopédiste, le docteur Frank Jobe (en) (1925-2014). Souvent pratiquée sur des lanceurs de baseball, cette opération entraîne typiquement une convalescence durant de 12 à 18 mois. En 2002 et 2003, environ un lanceur sur 9 de la Ligue majeure de baseball avait subi cette opération. La convalescence est plus courte pour les joueurs de baseball qui ne sont pas des lanceurs. L'opération Tommy John a, en 2014, un taux de succès élevé : de 90 à 95 pour cent des lanceurs l'ayant subi sont en mesure d'effectuer un retour à la compétition et, dans de nombreux cas, d'offrir des performances équivalentes à leur niveau avant de ressentir des maux de coude.

## Description
Le ligament collatéral ulnaire à l’intérieur du coude peut s’étirer, s’effilocher ou se déchirer à cause du stress répétitif du mouvement de lancer. On pense que le risque de blessure au ligament du coude est extrêmement élevé, le plus souvent chez les lanceurs de baseball et les lanceurs de javelot, car la quantité de contrainte traversée par la structure s'approche de sa résistance à la traction ultime lors d'un lancer dur.
Ce type de blessure est le plus souvent associé aux sports, notamment au baseball. Comparés à ceux qui pratiquent d'autres sports, les joueurs de baseball souffrent davantage de microtraumatismes répétés et de blessures causées par une spécialisation sportive précoce chez les enfants et les adolescents.
Une enquête a révélé que le nombre total de lancers lancés est le facteur le plus déterminant. L'étude a examiné le volume de lancer, le type de lancer et la mécanique de lancer de lanceurs âgés de neuf à quatorze ans pendant un an. En fonction du nombre de lancers effectués par le lanceur et du type de balle qu'il a lancé, les risques de déclenchement de la blessure varient en pourcentage. Il n’y avait qu’une faible corrélation entre les mécanismes de lancer perçus comme mauvais et ceux susceptibles de provoquer des blessures.
La recherche sur les blessures causées par les lancers chez les jeunes athlètes a conduit à des recommandations basées sur l'âge pour les limites de lancer. De plus en plus souvent, les lanceurs peuvent se heurter à une deuxième procédure après avoir repris le lancer.

## Technique
Un médecin ouvre une incision de trois à quatre pouces au centre du coude. Après avoir examiné le ligament, le médecin examine sur quelle partie du corps du patient il souhaite être prélevé comme greffe. L'endroit le plus courant à partir duquel les médecins greffent est le tendon du long palmaire du patient se connectant au poignet. Des trous sont percés dans les os du cubitus et de l’humérus du coude avant la mise en place du greffon. Le greffon est placé à travers les trous pour former une ressemblance en huit, qui ancre fermement le ligament déchiré en place. L'ulnaire est souvent dévié car le tissu cicatriciel peut exercer une pression sur le nerf, ce qui pourrait causer des dommages permanents au nerf. Une fois l’incision refermée, le patient reçoit une attelle à porter avant de sortir de l’hôpital le lendemain.

## Guérison
Le temps de récupération pour les pichets varie entre dix et dix-huit mois. Les patients devront porter une attelle inclinant le bras du coude à la main vers le ventre de l'utilisateur. Après un mois ou deux, le patient serait autorisé à retirer le corset, suffisamment capable de gagner en force et d'acquérir une amplitude de mouvement complète. Après deux à trois mois, le patient entre en rééducation pour son coude, en se concentrant sur la flexibilité et le contrôle neuromusculaire avec une progression vers des activités liées au sport. Après six mois de convalescence, le patient suit un programme de lancer pour tester ses capacités. Les joueurs qui ne sont pas lanceurs peuvent récupérer un peu plus rapidement, généralement entre sept et neuf mois.

## Complications
La chirurgie peut être un facteur de risque pouvant entraîner des lésions du nerf cubital. Néanmoins, si les patients reprennent leurs activités prématurément, notamment après avoir subi une intervention chirurgicale, la blessure pourrait récidiver sur place, déclenchant des procédures supplémentaires.
Les lanceurs peuvent constater des changements dans la vitesse de la balle qu'ils lancent après leur retour d'une opération. Néanmoins, certains types de terrains peuvent avoir du mal à atteindre la zone de frappe ou se déchaîner complètement. Il ne serait pas conseillé à ceux qui doivent subir la procédure une deuxième fois ou plus de jouer à nouveau au baseball ou à tout autre sport similaire, car cela pourrait entraîner d'autres problèmes au niveau du coude.

## Histoire
Après que Tommy John ait subi lui-même l'opération, environ plus de 2,200 autres patients ont subi le même type d'opération. Les ressources prédisent que ceux qui ont subi l’opération ont très peu de chances de retourner au baseball ou à d’autres sports. Ceux qui subissent une deuxième opération ou plus n’ont que 35 % de chances de revenir.